# Fridykning
Fridykning er dykning, hvor man kun benytter den luft, man har taget ind i lungerne på overfladen.
For at lære at holde vejret længe og udføre teknikken til at dykke dybt, træner fridykkere nogle grundelementer, blandt andet: indre ro, åndedrætsteknik og svømmeteknik. Der er forskellige certifikater man kan opnå indenfor fridykning, og der er flere konkurrencediscipliner.
Konkurrencediscipliner omfatter statisk (holde vejret på tid), dynamisk (længde dykning i pool med og uden svømmefødder) og konstantvægt (dybdedykning med og uden svømmefødder).
Træningen inkluderer generelt også bred teoretisk viden om fridykning samt praktiske øvelser og sikkerhed.

## Fridykning i Danmark
I Danmark er fridykning en sportsgren, der stadig er i udvikling via forskellige grene, hvad end det er en fritidsinteresse, certifikattræning, professionel sportsudøver, klubtræning eller indenfor skolesystemet. Der er flere navne og aktiviteter, som gør sig gældende i at fremme interessen for fridykning i Danmark.
Danske fridykkere får blandt andet anerkendelse på professionelt niveau i konkurrencediscipliner. Der er vundet flere stævner, især i 2010 hvor Rune Hallum, Jesper Stechmann og Jakob Hansen vandt VM for hold. Senest i 2016 og 2017 har Anette Rafen Ottzen, Anna-Marie Christiansen, Jesper Stechmann og Stig Pryds gjort sig gældende internationalt som medaljetagere og nordiske rekordindehavere. Nedenfor ses en oversigt over danske præstationer:
Præstationer:
| Disciplin | Disciplin                              | Danmarksrekord mænd                        | Danmarksrekord kvinder                       |
| --------- | -------------------------------------- | ------------------------------------------ | -------------------------------------------- |
| STA       | Holde vejret i pool længst muligt      | 8.40 minutter, Stig Åvall Severinsen, 2007 | 6.36 minutter, Anna-Marie Christiansen, 2015 |
| DYN       | Svøm længst i pool med svømmefødder    | 236 meter, Rune Hallum, 2011               | 226 meter, Anette Rafen Ottzen, 2018         |
| DNF       | Svøm længst i pool uden svømmefødder   | 200 meter, Rune Hallum, 2011               | 161 meter, Solvej Mathiasen, 2018            |
| CWT       | Dyk dybest ned med monofinne           | 105 meter, Stig Pryds, 2018                | 66 meter, Camilla S. Olsen, 2013             |
| CNF       | Dyk dybest ned uden svømmefødder       | 75 meter, Stig Pryds, 2015                 | 49 meter, Anna-Marie Christiansen, 2016      |
| FIM       | Dyk dybest ved at trække sig ned i reb | 102 meter, Stig Pryds, 2017                | 60 meter, Dena Parsa, 2014                   |
| CWT BF    | Dyk dybest ned med bi-finner           | 90 meter, Jesper Stechmann, 2017           |                                              |

Klublivet i Danmark er også med til at fremme kendskab til sportsgrenen. Der findes mange klubber efterhånden, blandt andet: Københavns Fridykkerklub (KFK), Århus Fridykker Klub (AFK), Biodyk, AquaClub, Sportsdykkerklubben Aktiv, Jernlungerne, Sportsdykkerklubben Nuser, Cousteau frømandsklub Horsens og Fridykning Aalborg.
Danmark er desuden det første land i verden, som har inkluderet fridykning på folkeskoleniveau, hvor en af de få fridykkerinstruktører i landet, Kim Gieseler, har skabt det første skolefag i fridykning på 9.-10. klasses niveau. Her har flere elever siden 2015 fået kendskab og interesse til sporten, både i Danmark og på udlandsrejser, hvor det har været muligt for dem at bestå forskellige niveauer for at få certificering indenfor fridykning.
Alle disse forskellige tiltag indenfor dansk fridykning har betydet, at der er større eksponering, interesse, og medlemstilgang inden for fridykning og klubber i Danmark.
I dag er Fridykkerudvalget under Dansk Sportsdykker Forbund (DSF) er det organisatoriske samlingssted for fridykkere i Danmark. DSF arrangerer Danmarksmesterskaberne og forsøger på bedste måde at støtte de danske fridykkeratleter.

## Konkurrencediscipliner
Der er en række konkurrencediscipliner, hvor disciplinen "No limit" er den mest kendte (blandt andet fra filmen Le Grand Bleu.) I "No Limit" (NLT) trækkes dykkeren ned via en slæde, og når dykkeren har nået sin maksimale dybde udløses en mekanisme, der blæser en ballon op, hvorefter dykkeren trækkes op igen til overfladen. Rekorddybden i denne disciplin er 214 meter sat af østrigeren Herbert Nitsch. Verdensrekorder i fridykning reguleres af AIDA og CMAS.
Men langt de færreste dyrker faktisk denne disciplin og i Danmark er hverken den eller den tilsvarende "Variabel Vægt" (VWT) godkendt af Dansk Sportsdykker Forbund, siden et dødsfald i 2005 (Loic le Ferme).
Nogle gange forveksles disciplinen statisk (hold vejret på tid) med det stunt, hvor man holder vejret på rent ilt (ses ofte som en mediebegivenhed). Statisk fridykning (STA) foregår på ganske normal atmosfærisk luft. At holde vejret på ilt, der kan foregå i mere end 20 minutter, har som sådan ikke noget med fridykkersporten at gøre.
I dag findes 7 discipliner i fridykning] (AIDA)
- CWT - dybdedykning ved egen kraft og med en konstant vægt, svømmefødder (oftest Monofinne) må benyttes. Måles på dybde. 1 point per dybdemeter.
- CWT - BF - dybdedykning ved egen kraft og med en konstant vægt, kun Bifinner må benyttes. Måles på dybde. 1 point per dybdemeter.
- CNF - dybdedykning ved egen kraft og med konstant vægt, uden svømmefødder. Måles på dybde. 1 point per dybdemeter
- FIM - dybdedykning ved egen kraft at hive sig ned af et lodret hængende reb, uden svømmefødder. Måles på dybde. 1 point per dybdemeter.
- STA - statisk. Måles på tid. 1 point per 5 sekunder.
- DYN - længdesvømning med finner. Måles på længde. 1 point per 2 meter.
- DNF - længdesvømning uden finner. Måles på længde. 1 point per 2 meter.
- VWT og NLT foregår med slæde (og NLT med ballon) og godkendes ikke i Danmark.

## Officielle verdensrekorder[3]
| Disciplin | Køn     | Navn               | Nationalitet | Rekord                     |
| --------- | ------- | ------------------ | ------------ | -------------------------- |
| CWT       | kvinder | Natalia Molchanova | Rusland      | 101 meter                  |
| CWT       | mænd    | Alexey Molchanov   | Rusland      | 128 meter                  |
| CNF       | kvinder | Natalia Molchanova | Rusland      | 70 meter                   |
| CNF       | mænd    | William Trubridge  | New Zealand  | 101 meter                  |
| FIM       | kvinder | Natalia Molchanova | Rusland      | 91 meter                   |
| FIM       | mænd    | William Trubridge  | New Zealand  | 121 meter                  |
| STA       | kvinder | Natalia Molchanova | Rusland      | 9 minutter og 02 sekunder  |
| STA       | mænd    | Stephane Mifsud    | Frankrig     | 11 minutter og 35 sekunder |
| DYN       | kvinder | Natalia Molchanova | Rusland      | 237 meter                  |
| DYN       | mænd    | Goran Čolak        | Kroatien     | 281 meter                  |
| DNF       | kvinder | Natalia Molchanova | Rusland      | 182 meter                  |
| DNF       | mænd    | Mateusz Malinas    | Polen        | 226 meter                  |
| VWT       | kvinder | Natalia Molchanova | Rusland      | 127 meter                  |
| VWT       | mænd    | William Winram     | Canada       | 145 meter                  |
| NLT       | kvinder | Tanya Streeter     | USA          | 160 meter                  |
| NLT       | mænd    | Herbert Nitsch     | Østrig       | 214 meter                  |